# Gustave Reynier
Pour les articles homonymes, voir Reynier.
Gustave Reynier, né le 27 août 1859 au Pouzin (Ardèche) et mort le 6 août 1937 à Paris 5e, est un écrivain et professeur français.

## Biographie
Gustave Reynier, né le 27 août 1859 est le fils de Frédéric Reynier, pasteur. Ses influences religieuses le portent vers le protestantisme.
Il effectue ses études au lycée de Tournon, où il est bachelier ès lettres (1876). Il fréquente ensuite le collège Sainte-Barbe et le lycée Louis-le-Grand à Paris, avant d'intégrer l'École normale supérieure en 1880. Il obtient une licence ès lettres en 1881 puis est agrégé de lettres en 1883.
En janvier 1894, il épouse Suzanne Perrot (fille de Georges Perrot, professeur à la Faculté des lettres de Paris, membre de l'Institut et directeur de l'École normale supérieure), dans le 6e arrondissement parisien. Ensemble, ils ont trois enfants : Madeleine, Antoinette et Philippe. Après la mort de son fils, Philippe Reynier, tué à 20 ans à la fin de la Première Guerre mondiale, il fait publier en 1919 le Journal d'un soldat de dix-huit ans - la vie et le rêve.

## Carrière

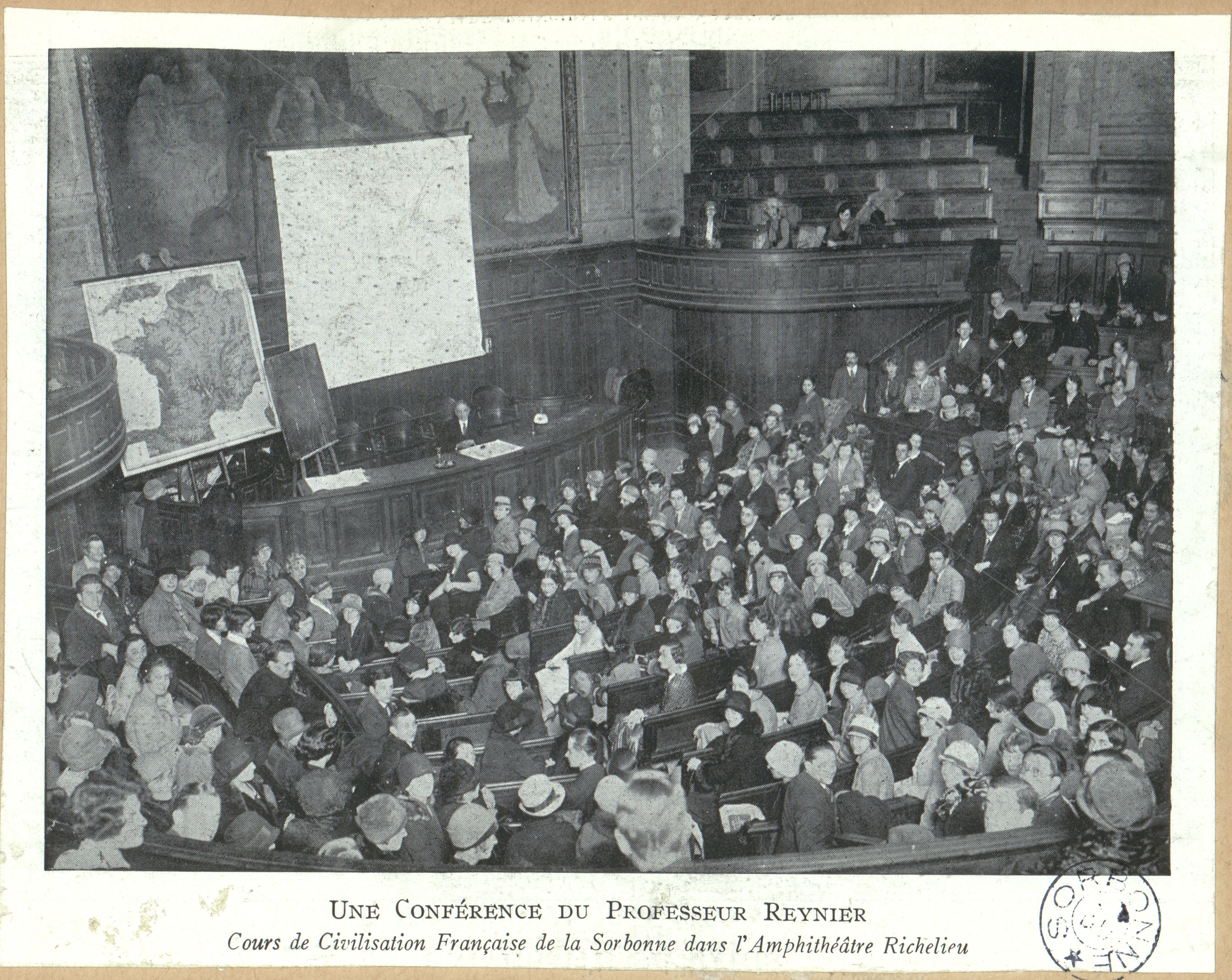
Cours de civilisation française dans l'amphithéâtre Richelieu de La Sorbonne, par Gustave Reynier.

Après avoir été professeur de rhétorique au lycée Louis-le-Grand entre 1893 et 1896, il devient maître de conférences de langue et littérature françaises à la Faculté des lettres de Paris. Il dispense notamment des cours de civilisation française en Sorbonne.
Le 21 avril 1893, il soutient ses deux thèses de doctorat ès lettres à la Faculté de Paris. La première, en français traite de la vie et de l'œuvre de Thomas Corneille. La deuxième, en latin, s'intéresse au poème Zodiacus Vitae de Pier Angelo Manzolli.
Il est également secrétaire général de la Revue universitaire (de 1892 à 1922) et membre du comité de rédaction de la Revue d’histoire littéraire de la France depuis sa fondation. Il dirige en parallèle la Revue d’enseignement secondaire et agit en qualité d'examinateur pour les lettres à l'École navale.
Républicain, il est signataire de l'appel à l'union pendant l'affaire Dreyfus.

## Œuvres et publications
Gustave Reynier est l'auteur de deux thèses : Thomas Corneille. Sa vie et son théâtre (présentée à la Faculté des lettres de Paris en 1892) et De Marcelli Palingenii stellati poetae Zodiaco vitae (Paris, 1893).
Parmi ses œuvres, on peut citer : 
- Les femmes savantes, Paris, Éditions S.I.P.E (impr. Clerc), 1962 ;
- Les femmes savantes de Molière, Paris, Mellottée, 1937 ;
- Le Cid de Corneille, Paris, Mellottée, 1935 ;
- La femme au XVIIe siècle, ses ennemis et ses défenseurs, Paris, J. Tallandier, 1929 ;
- La science des dames au temps de Molière, 1929 ;
- Le roman réaliste au XVIIe siècle, Paris, Hachette, 1914 ;
- Les origines du roman réaliste, Paris, Hachette, 1912 ;
- Le roman sentimental avant l'Astrée, Paris, Armand Colin, 1908, Prix Marcelin-Guérin de l'Académie française 1909 ;
- Les origines de la légende de Don Juan, 1906 ;
- La vie universitaire dans l'ancienne Espagne, Paris, A. Picard et fils, 1902, Prix Sobrier-Arnould de l’Académie française 1903 ;
- Le drame religieux en Espagne, 1900 ;
- Le dernier amour de Lope de Vega, 1897 ;
- Thomas Corneille, 1892, Prix Montyon de l'Académie française 1894 ;
- Thomas Corneille, sa vie et son théâtre, Paris, Hachette, 1892 ;
- Les précieuses ridicules avec Gustave Reynier (1859-1937) comme éditeur scientifique, Paris, Quantin, 1888
- Résumé de philosophie et analyse des auteurs (logique-morale-auteurs latins-auteurs français-langues vivantes) à l'usage des candidats au baccalauréat ès sciences, Paris, F. Alcan, 1884 ;
- Notes sur l'Espagne méridionale, dédiées à MM. les touristes de la XXVe croisière de la revue générale des sciences, Paris, Impr. de L. Maretheux, (s.d.).

## Distinctions
- Officier de la Légion d'honneur. Nommé chevalier en 1900, il est promu officier de la Légion d'honneur en 1929[1].